# 今日新聞 (德國)
今日新聞是德國的一檔電視新聞節目，1952年12月26日开播，由西北德广播公司创办，现由位于汉堡北德广播公司的“ARD时事”制作，是德國最长寿且收視率最高的新聞節目。节目的20:00档为主新闻时段，時長15分鐘。
节目在德国公共广播联盟（ARD）下属的德國電視一台、今日新聞24频道對德國全國播出，并在其官方网站上提供直播和回放。节目的20:00档也在ARD大部分成员台的第三频道及3sat、凤凰台与ARD-alpha同步转播。
在節目播出之前會有報時畫面，报时过后会有“这里是德国电视一台的今日新闻（Hier ist das Erste Deutsche Fernsehen mit der Tagesschau）”的开场白。節目的開場音樂自1956年以來几无改變。
1978年開始，今日新聞開始播出其夜間版本《今日话题》，節目時長為30分，播出更多深度報導、分析和評論。播出時間是每天晚上22:15。今日新聞還曾在每天00:30播出夜間新聞雜誌節目《夜间杂志》。

## 历史
《今日新闻》在德国电视一台试播期间便已筹办。1951年秋，西北德广播公司（NWDR）与《新德国新闻影片》签约，利用后者提供的新闻影片，整理剪辑出一档电视新闻时事节目。节目最初由编辑马丁·S·斯沃博达与另外两名剪辑师共同制作，制作地点设于汉堡海维大街（Heilwigstrasse）116号，成片送至海利根盖斯特费尔德防空塔的电视中心播出。

### 开播
《今日新闻》在1952年12月26日正式开播，是NWDR电视台（德国电视一台的前身）北部节目正式开播的第二天，也是民主德国电视台《时事聚焦》栏目开播五天后。节目前身是1952年1月4日开播的《电视电影报道》（Fernseh-Filmbericht），节目在同年8月被命名为“今日新闻”。节目最初每周播出三次，在周一、周三、周五晚8点播出，其他日子则在晚上10点重播。
节目播报的第一条新闻是艾森豪威尔访问朝鲜，为数周前发生的事件，之后播报了汉堡新电视演播室的启用仪式、一幕冰上滑稽剧和德国与南斯拉夫的足球赛。最初有约1000名观众可收看到《今日新闻》。节目最初使用沃尔夫冈·弗里贝（Wolfgang Friebe）创作的《Leinen los》作为片头曲，使用至1956年。
当时，《今日新闻》的内容主要为新闻影片的报道，以及评论员画外配音的图片报道（由凯·迪特里希·沃斯配音），主要针对影片报道的内容。新闻题材主要是灾难、体育和趣闻，政治新闻仅占次要角色。1953年之前，节目的内容全部节选自新闻影片。节目最后播出天气预报，最初在汉堡演播室播出，天气预报员在天气图上绘制等压线并讲解天气。
1953年1月4日，电视台开播《每周明镜》，作为《今日新闻》的梳理总结。

### 迁入汉堡-洛克施泰特制作中心
1955年，节目迁入汉堡-洛克施泰特的NWDR电视制作中心播出。节目与新闻影片公司的合约到期后，改用电视新闻机构提供的新闻片段，之后从1958年10月开始加入欧洲电视网的新闻交换。
1956年10月1日，节目改为每周一至周六播出。1959年3月2日，节目调整形式，在新闻片段中间插入主播播音，使用NDR电台提供的5分钟新闻稿，卡尔-海因茨·科普克成为第一位出镜主播。1961年9月，节目拓展至周日播出。
节目从1956年开始改用汉斯·卡尔斯特创作、罗尔夫·库恩编曲的《Hammond-Fantasie》作为片头曲，并在节目开头加上钟声。片头曲经过多次改编，沿用至今。
1960年3月1日起，天气预报改由位于法兰克福的黑森广播公司负责制作，天气信息由黑森州美因河畔奥芬巴赫的德国气象局提供，不再有预报员出境，改为逐帧绘制的动画，时长约1分钟。1993年之前，天气预报结束时还会播放“QAM”（航空领域用于询问或应答天气状况的Q简语）的摩尔斯电码音。初期，天气图上展示的德国国界为1937年边界，曾引起被驱逐者团体的抗议。

### 彩色播出之后

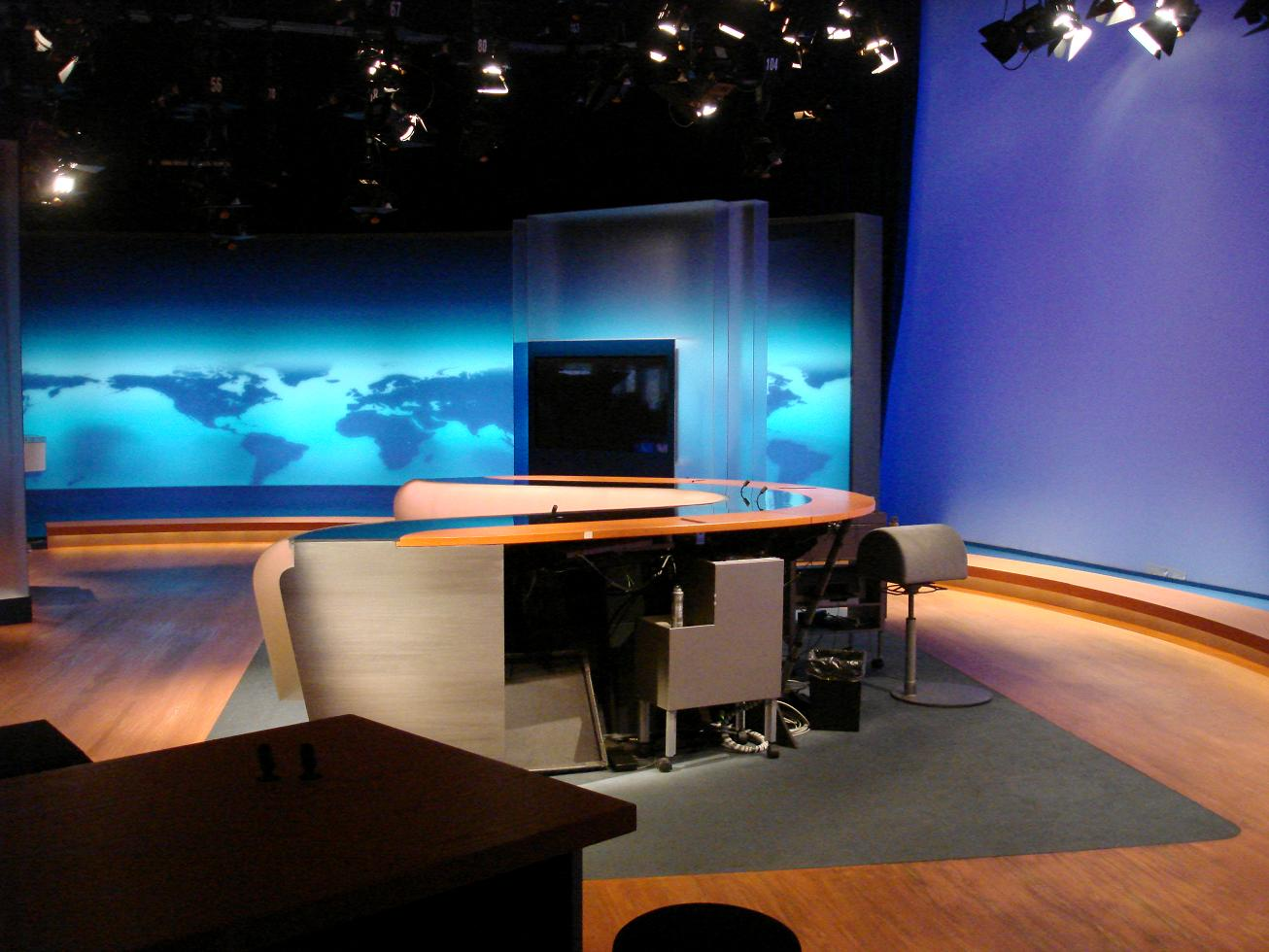
2008年的《今日新闻》演播室

1970年3月29日，节目开始以彩色播出，节目调整图形设计，增加了用于体现新闻主题的文字。天气预报图不再显示国界，直至1990年两德统一。1972年1月，节目开始使用色键抠像背景。
1976年，节目首次有女性播音员出镜，首位女播音员为达格玛·伯格霍夫。
1978年1月2日，《今日话题》（Tagesthemen）开播，替代原有的《今日新闻》夜间版。节目时长30分钟，内容以时事新闻评论、分析、嘉宾访谈为主。
1988年7月25日，为声援广播电视电影工会对缩短工时、保障职位的要求，北德广播公司的员工在《今日新闻》20点档播出前罢工，节目无法正常播出。在频道出现41秒的黑屏后，当天的节目临时改由慕尼黑巴伐利亚广播公司制作，内容则选自当天下午6:45在巴伐利亚广播公司第三频道（巴伐利亚电视台）播出的《新闻回顾》。
1992年，德国电视一台开始在《早间杂志》节目期间插播《今日新闻》，每半小时一次。
1995年3月1日，《今日新闻》夜间档改编为《夜间杂志》（Nachtmagazin），作为全天新闻回顾栏目。节目一直播出到2022年底，被常规版本的《今日新闻》替代。
1997年，节目将17点档更名为“5点今日新闻”（Tagesschau um Fünf），之后12点、14点、15点和16点也对应更名。2001年，节目增设凌晨2:30、4:45档。

### 数字化

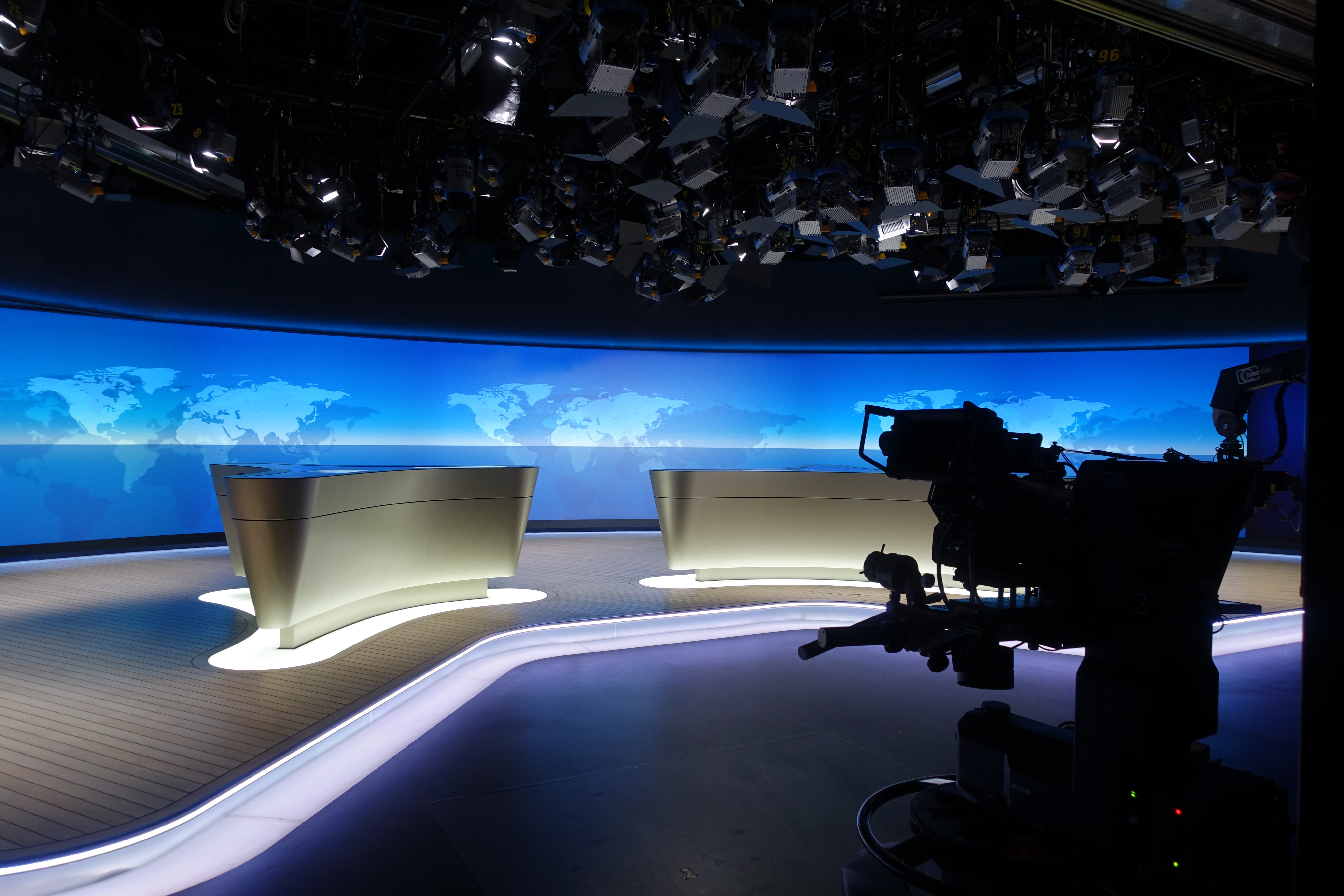
2014年的《今日新闻》演播室

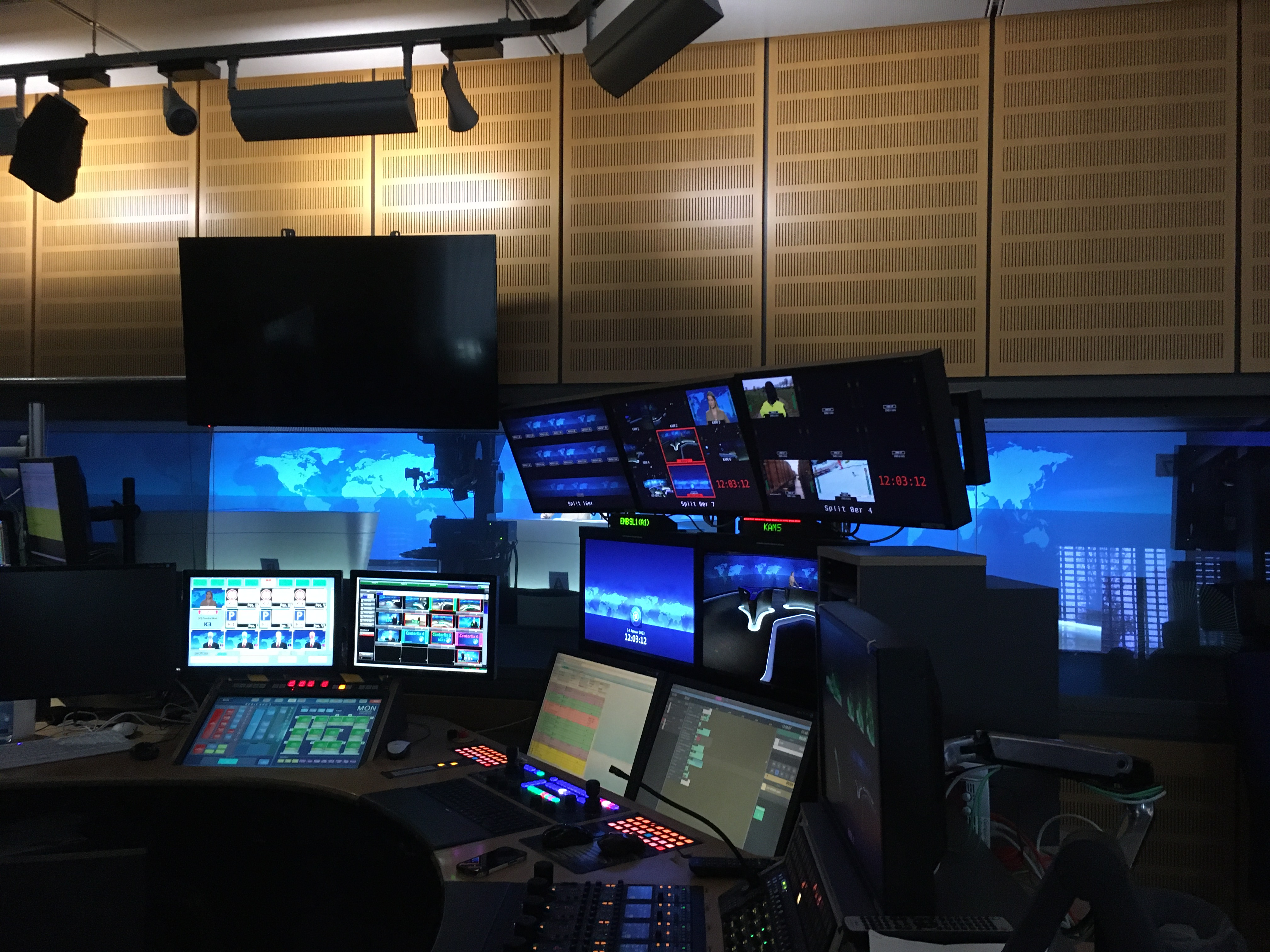
演播室控制室

1996年底，节目增设网站tagesschau.de，并提供每天节目的录像回放和文字报道。
2007年，ARD推行数字化战略，《今日新闻》在7月1日改为16:9画幅播出，并从7月16日起在EinsExtra频道（现今日新闻24）和网络平台推出《今日新闻100秒》（Tagesschau in 100 Sekunden），从早上9点至晚上9点每小时更新。
2009年底，ARD计划将于2010年在iOS平台推出手机应用程序“Tagesschau-App”，向用户免费提供新闻资讯。然而这一计划引发德国传媒界的不满，由于不少传统媒体采用付费订阅方式提供线上新闻服务，出版商阿克塞尔·斯普林格集团认为ARD在线上提供免费新闻服务是在扰乱市场。最终在2010年12月21日上线的Tagesschau-App只提供与网页版相同的内容，没有其他额外内容。这一应用程序在2012年7月20日获得格林莫在线奖观众奖。
德国11家报纸出版商此后起诉ARD，认为ARD作为依靠政府资助和收视费运营的机构，在《今日新闻》节目网站和应用程序提供类似报纸的服务，已构成不公平竞争。2013年12月，科隆地方高级法院驳回出版商的诉讼，认为现有的三阶段试验即可确保网络平台的内容不超出公共广播机构的内容许可范围，但随后在2015年4月，德国联邦最高法院支持了出版商的上诉，判令将此案退回重审。

### 高清制作
2014年4月19日，节目迁入新演播室播出，演播室内装有一面18米长的曲面大屏，为避免大屏画面畸变，显示内容会随摄像机角度实时调整。节目也在同日实现高清制作，并更换主题曲，改用亨宁·洛纳重新编曲的版本，开场白由克劳迪娅·厄布沙特-明格斯配音。

## 播出安排

### 周一至周五
若当天的《早间杂志》由ARD制作，则《今日新闻》会在5:30至8:30之间每半小时播出一次；若由ZDF制作，则在9:00至9:55之间播出。中午12时为《今日新闻》全天首个详细报道的时段，时长10分钟。
若当天的《午间杂志》由ARD制作，则在下午1时左右会播出一节《今日新闻》；若由ZDF制作，则该节新闻会推迟至下午2时。之后在下午2时至5时间，每小时播出一节10分钟的《今日新闻》。
20时的《今日新闻》为全日主要时段。之后在22:15播出《今日话题》，在午夜时段播出一节10分钟《今日新闻》（该时段在2022年12月前播出《夜间杂志》）。凌晨1:45至5:30会播出两次2分钟左右的简报。
| 播出节目                         | 播出时间                  | 时长       | 备注 |
| -------------------------------- | ------------------------- | ---------- | --- |
| 《今日新闻》 （ARD早间杂志时段） | 早上5:30-8:30每半小时一次 | 3-5分钟    | 与ZDF的《今天快讯》隔周轮换 |
| 《今日新闻》                     | 9:00                      | 5分钟      | |
| 《今日新闻》                     | 9:55                      | 5分钟      | |
| 《今日新闻》                     | 12:00                     | 10分钟     | 首个详细报道的时段，包含天气预报 |
| 《今日新闻》 （ARD午间杂志时段） | 13:00                     | 2分钟      | 新闻总览，与ZDF的《今天快讯》隔周轮换 |
| 《今日新闻》                     | 14:00                     | 10分钟     | 主持人版 |
| 《今日新闻》                     | 15:00                     | 10分钟     | 主持人版 |
| 《今日新闻》                     | 16:00                     | 10分钟     | 主持人版 |
| 《今日新闻》                     | 17:00                     | 15分钟     | 主持人版，包含与德意志交易所的连线环节以及天气预报 |
| 《今日新闻》                     | 20:00                     | 15分钟     | 主要时段 在3sat、今日新闻24、凤凰台（带有手语）、ARD-alpha、BR电视台（天气环节切出并改播自制的德国天气预报以及巴伐利亚的详细预报）、HR电视台、NDR电视台、rbb电视台、SWR电视台、不来梅广播电视台、SR电视台、WDR电视台同步转播 |
| 《今日话题》                     | 通常在22:15 周五21:45     | 35分钟     | 讨论当日重要新闻的新闻杂志节目，包含《今日新闻》播音员负责的新闻板块 |
| 《今日新闻》                     | 通常在0:00至1:00之间      | 通常10分钟 | 周五夜间（周六凌晨）在1:00之后播出，且只有5分钟 |
| 《今日新闻》                     | 1:45至5:30之间            | 2分钟      | 凌晨时段两期新闻简报，形式类似《今日新闻100秒》 |

### 周六及周日
周六的《今日新闻》在上午9:50、12:00、下午1:45、5:00、5:50播出，晚间8时为主要时段，之后在11:15左右播出《今日话题》，凌晨播出两至三次夜间版，每次约5分钟。
周日的《今日新闻》在上午10:00、12:00、下午2:00播出，时长均不超过5分钟。之后下午5:45播出15分钟。晚间8时为主要时段，之后在10:45播出《今日话题》。凌晨播出多次《今日新闻100秒》。
受到周末下午体育转播安排的影响，周末下午的新闻时间往往有所变化。

### 过往节目重温
今日新闻24以及部分第三频道会播出过往的《今日新闻》节目重温（《以前的今日新闻》）。

### 簡單版《今日新聞》
2024年6月12日，《今日新聞》針對德語聆聽理解能力較差的人士推出簡單版新聞報道（Tagesschau in einfacher Sprache），使用簡單的詞彙以及較慢的語速播報新聞，以及為新聞事作出更詳盡的解說，逢星期一至五德國時間晚上7時在今日新聞24網站上播出。

## 播音员和主持人

### 首席播音员
| 姓名               | 开始播音 | 成为首席播音员 | 离任首席播音员 |
| ------------------ | -------- | -------------- | -------------- |
| 卡尔-海因茨·科普克 | 1959年   | 1964年         | 1987年9月10日  |
| 沃纳·韦格尔        | 1966年   | 1987年9月11日  | 1995年1月24日  |
| 达格玛·伯格霍夫    | 1976年   | 1995年1月25日  | 1999年12月31日 |
| 乔·布劳纳          | 1974年   | 2000年1月1日   | 2004年10月9日  |
| 扬·霍弗            | 1985年   | 2004年10月10日 | 2020年12月14日 |
| 詹斯·里瓦          | 1991年   | 2020年12月15日 |                |

### 主要时段的播音员
| 姓名               | 开始播音                              | 开始主持主要时段 |
| ------------------ | ------------------------------------- | ---------------- |
| 詹斯·里瓦          | 1994年1月 （1991年4月开始曾负责配音） | 1995年9月6日     |
| 苏珊娜·道布纳      | 1999年1月5日                          | 1999年4月14日    |
| 托尔斯滕·施罗德    | 1999年                                | 2007年9月20日    |
| 康斯坦丁·施赖伯    | 2017年1月19日                         | 2021年1月4日     |
| 朱莉娅-尼哈里卡·森 | 2018年4月14日                         | 2021年1月11日    |

主要时段的播音员也会主持其他时段的节目，例如《早间杂志》时段、周末日间及夜间档。此外，詹斯·里瓦和康斯坦丁·施赖伯同时也是今日新闻24频道的播音员。
2001年9月11日，克劳斯-埃里希·博茨克斯曾代班20点档，当天他持续主持《每日新闻》的日间版。2020年9月22日，克尔斯滕·格哈德曾主持过一次20点档。2021年11月25日，因当日播音员不在，安德烈·舒克代班20点档。

### 主持人
| 姓名                | 开始播音      | 备注                                                                                  |
| ------------------- | ------------- | ------------------------------------------------------------------------------------- |
| 苏珊娜·霍尔斯特     | 2001年5月7日  | 2012年之前也常接替卡伦·米奥斯加和汤姆·布罗担任《今日话题》主持人                      |
| 苏珊·斯蒂克勒       | 2004年        | 2004-2021年主持下午版本，2022年成为主要主持人；2021年开始担任今日新闻24频道播音员     |
| 米哈伊尔·帕维莱特斯 | 2004年3月11日 | 2022年1月17日成为主要主持人；同时担任今日新闻24频道播音员和次要时段《今日新闻》播音员 |

## 评价

### 收视率和播出时段
《今日新闻》的晚间8:00档是德国收视率最高的电视新闻节目，2023年，节目在德国电视一台、3sat、凤凰台和各地第三频道的总收视人数平均达到946万人，市场占有率达38.8%，相较之下德国电视二台的《今天》观众数量为367万人，RTL电视台的《RTL时事》则为270万人。节目在年轻观众（14至49岁）中的市场占有率同样位居首位，达29.2%，即平均145万人。受2019冠状病毒病疫情影响，居民因封城而留在家中，节目在2020年的平均观众人数达到1177万人，为自1990年德国电视业开展观众行为全面调查以来的最高水平。
《今日新闻》晚8点档结束之后的8:15，标志着德国电视行业的晚间节目时段开始。1990年代，德国的收费电视频道Sat.1和Pro7曾尝试将晚间节目提前至8点开始，但仅数月后就撤回8:15，都与《今日新闻》观众的收视习惯有关。RTL电视台前董事赫尔穆特·托马曾称：“《今日新闻》不是一档节目，而纯粹是习惯，你也可以用拉丁语来播报。”

### 节目标题
节目标题“Tagesschau”为注册商标，一些试图采用这一名称或类似名称作为标题的新闻媒体曾遭ARD起诉，例如德国《日报》曾设有同名栏目，此后改称“verboten”（封禁）。90年代开播的Pro7频道曾计划将旗下的新闻节目命名为“Tagesbild”，此后被ARD起诉，汉萨地方高级法院在二审判决中以涉嫌混淆及名誉利用为由，裁定Pro7频道停止使用这一商标，但随后在2001年德国联邦最高法院的终审判决中，ARD败诉，法院也允许媒体在节目标题中使用“Tages-”的前缀。不过在经历十年的诉讼之后，Pro7频道最终没有使用“Tagesbild”的标题。

### 批评和质量管理
《今日新闻》也长期成为德国媒体评价的话题。1970年代，德国社会学家拉尔夫·佐尔指出《今日新闻》存在的六个特征：难以指出复杂问题的联系；由于尝试使用适合媒体的方式报道新闻，倾向于使用“可见的”信息；很少报道社会政治话题；批判性报道极少；包含强烈的政府成分；相比反对党，更倾向于报道现任政府。
2007年，对节目的批评日益增加，包括批评节目形态不合理，使其难以在充分依据下报道新闻；用语匮乏；报道水平低下；节目组体制僵化；小报化和报道角度的欠缺。批评的声音在2016年12月达到顶峰，原因是节目对玛丽亚·拉登堡谋杀案和米娅·V谋杀案的报道不足。
《今日话题》1991至2006年的主持人乌利希·威克尔特曾在2009年称，节目提供了“碎片化的信息和琐碎的用词”，“娱乐似乎成为最重要的东西”，并称节目编辑“很多时候不知道正确的句子结构”，使用了“空洞的政治语言”和“新闻机构的含糊用词”。ARD则反驳了这些批评，表示节目的用语十分精确，并在其主持人无事故的、专注的播报中受益。前《今日新闻》主持人马克·巴托在2013年离职后，也曾发表类似的批评，认为《今日新闻》难以让所有人理解。
德国电视二台《今天-杂志》主持人克劳斯·克莱伯在2013年批评《今日新闻》节目形态过时，认为与英美等国的电视新闻相比，《今日新闻》的播音员发挥空间很小，只是枯燥地读新闻，甚至将其与朝鲜的新闻相比较。ARD则反驳称，《今日新闻》的形态是其品牌管理的一部分，节目是成功的，因此不认同那些“宣扬加强个性化”的媒体研究。
2015年，曾在ARD任职的克里斯托夫·玛丽亚·弗罗德将《今日新闻》和《今日话题》置于批评的重点上，批评节目组的新闻工作环境不佳，人们更关心管理而非新闻本身，不同职位和不同广播机构之间的隔阂妨碍工作的推进。他也批评节目充斥着语法错误，图像检查不仔细，节目只将看似相关的事实拼凑在一起，却不对事件本身提问。此前在2011年，他还曾称节目的外派记者采访受到操纵，记者难以展示事件的全貌；编辑团队经过政治遴选，成员认为深度报道存在风险而更愿写出较浅的报道，以此来规避风险。
面对日益增加的批评，ARD在2016年组建一个由9名员工和数名社交媒体编辑组成的团队来负责回应对节目的批评，并在2017年引入质量管理员。
2023年，德国《时代周报》批评《今日新闻》的15分钟新闻回顾形态已经过时，节目理念近半个世纪未有变化，并认为节目只有大幅增加时长，才能保证高水平的报道，并为观众提供针对性的信息。
由威尔弗里德·科普克和乌尔里克·布伦宁在2023年所著的书中称，节目在社交平台发布的视频将新闻按单独的主题发布，以获得大量的分享，但这种碎片化模式无法让受众对新闻拥有整体的了解。

### 对2014年俄乌战争的报道
2014年6月，ARD节目咨询委员会对《今日新闻》在2013年12月至2014年6月间对俄乌战争的报道提出批评，指出报道“区分度不高”，以及“有时给人以偏颇的印象”，“倾向于反俄罗斯”，此外对欧盟联合协定、北约的政治战略目标、罢免亚努科维奇的合宪性以及克里米亚的国际地位等相关议题没有充分说明。不过ARD的总编辑托马斯·鲍曼反对这一批评，认为节目整体上反映了乌克兰的形势，并以多种方式和多个方面报道了事件的起因。《明镜》杂志报道称，这一批评的形式和尖锐程度“在ARD的历史上前所未有”。

### 未充分报道2020年贝鲁特爆炸事故
2020年8月4日贝鲁特发生爆炸事故后，当晚的《今日新闻》8点档未将此次事故放在头条，而将其推到最后一则新闻，《今日话题》则完全没有提及。此后ARD时事的总编辑在博客上承认这一失误。

### 对2021年巴以冲突相关报道的争议
2021年巴以冲突期间，《今日新闻》对相关暴力事件的报道引发争议，有批评者认为节目使用的“哈马斯活动人士”一词是“对恐怖组织的轻描淡写”。其后也有媒体批评节目在5月15日对柏林游行示威的报道，认为节目未有报道反犹群体的声音，也忽略了不少参与者的激进态度。

### 2023年节目街采中采访自身员工
2023年7月31日，《今日新闻》在报道佩妮超市涨价行动时，节目中采访的一名对涨价行为表示理解的所谓“顾客”，实为西德广播公司（WDR）的制作助理，此事在8月1日曝光后，WDR的总编辑称，其记者在采访时不知道受访者为自己的同事，而由于超市的背景噪声，将该同事所说的“刚从WDR电台回来”误解为“刚从WDR电台听到”。WDR在同日承认未能遵从新闻准则，并将该报道从媒体库中删除。